# Vallaviktunnel
Der Vallaviktunnel ist ein Verkehrstunnel in Norwegen. Der einröhrige Straßentunnel liegt zwischen Vallavik in der Kommune Ulvik und Kjerland in der Kommune Voss in der Provinz (Fylke) Vestland auf der Nordseite des Hardangerfjords. Der Tunnel im Verlauf des Riksvei 7 und Riksvei 13 ist 7510 Meter lang.
Mit dem Bau des Tunnels wurde im August 1980 begonnen, der Durchschlag erfolgte am 2. Juli 1984. Die Baukosten für das gesamte Straßenprojekt inklusive der Zugwegung betrugen damals 173 Millionen NOK, davon anteilig 129 Millionen für den Vallaviktunnel. Mit der offiziellen Einweihung am 27. April 1985 wurde der Tunnel für den Verkehr freigegeben. 
2011 wurde im Zuge des Baus der Hardangerbrücke etwa 500 Meter vor der Tunnelöffnung in Vallavik ein Kreisverkehr in den Tunnel gebaut. Der Kreisverkehr hat einen Außendurchmesser von 55 Metern und die Insel im Zentrum des Kreisverkehrs bildet ein 7 Meter durchmessender Pfeiler aus natürlichem Fels des Berges. Hier zweigt nun ein neuer 750 Meter langer Seitentunnel ab, dessen Ausfahrt direkt auf die 2013 fertiggestellte Brücke mündet. Das Portal zur Brücke hin ist mit 23 Metern das höchste Tunnelportal der Welt und soll einen fließenden Übergang schaffen. Mit Fertigstellung der Brücke änderte sich auch die Verkehrsführung des Riksvei 7 und Riksvei 13 über den Kreisverkehr in den neuen Tunnelarm und weiter über die Brücke, welche die vormalige Fährverbindung über den Hardangerfjord von Bruravik nach Brimnes seither ersetzt. Seither wird die Länge des Tunnels vom Nordwestportal zum neuen Südportal angegeben und hat sich im Vergleich zum ursprünglichen Tunnel um rund 200 Meter verlängert. Der verbleibende Abschnitt des alten Haupttunnels vom Kreisverkehr bis zur Tunnelöffnung in Vallavik ist nun Teil des Fylkesvei 572.

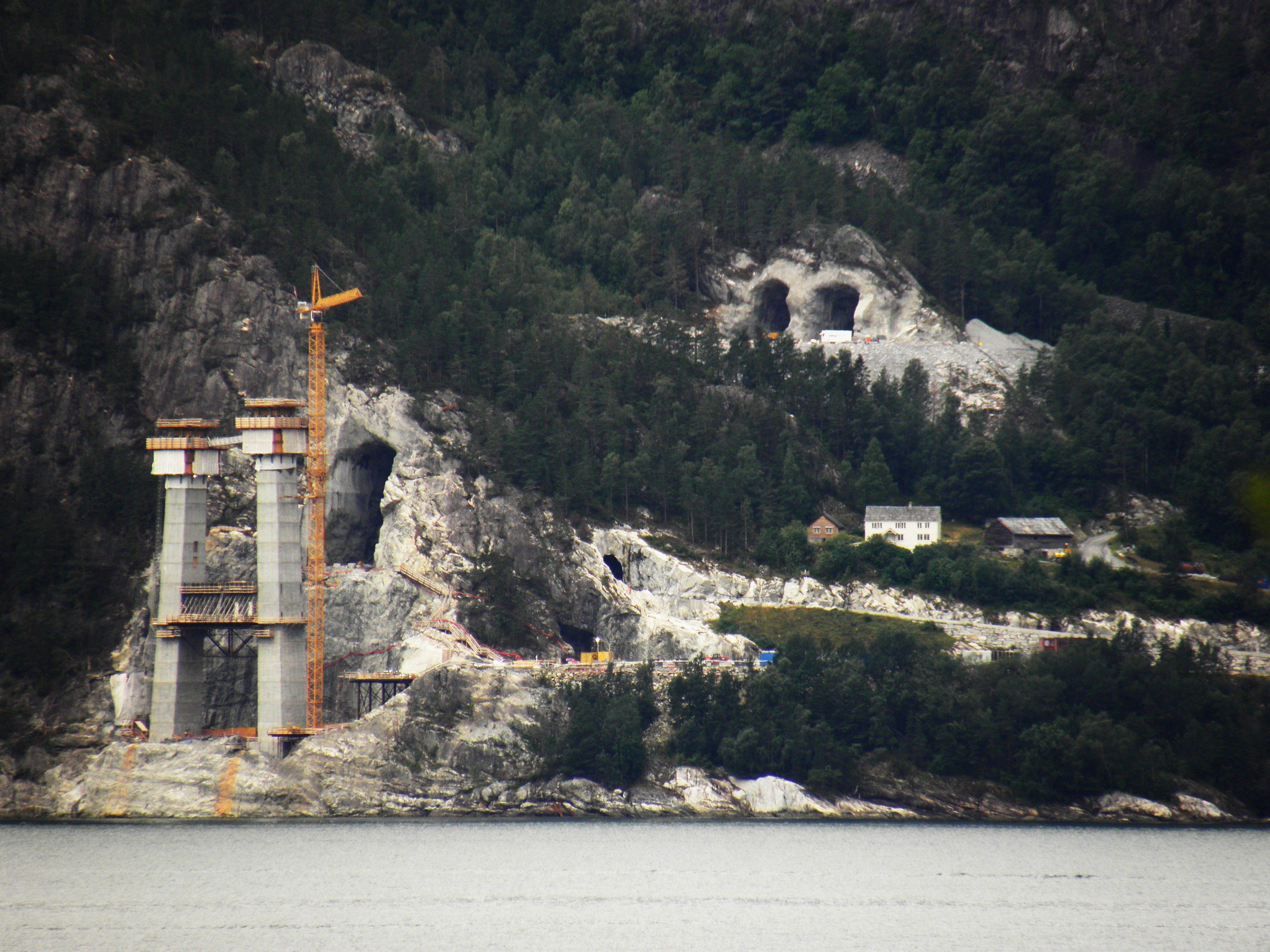
Tunnelportal zur Hardangerbrücke während des Baus 2010
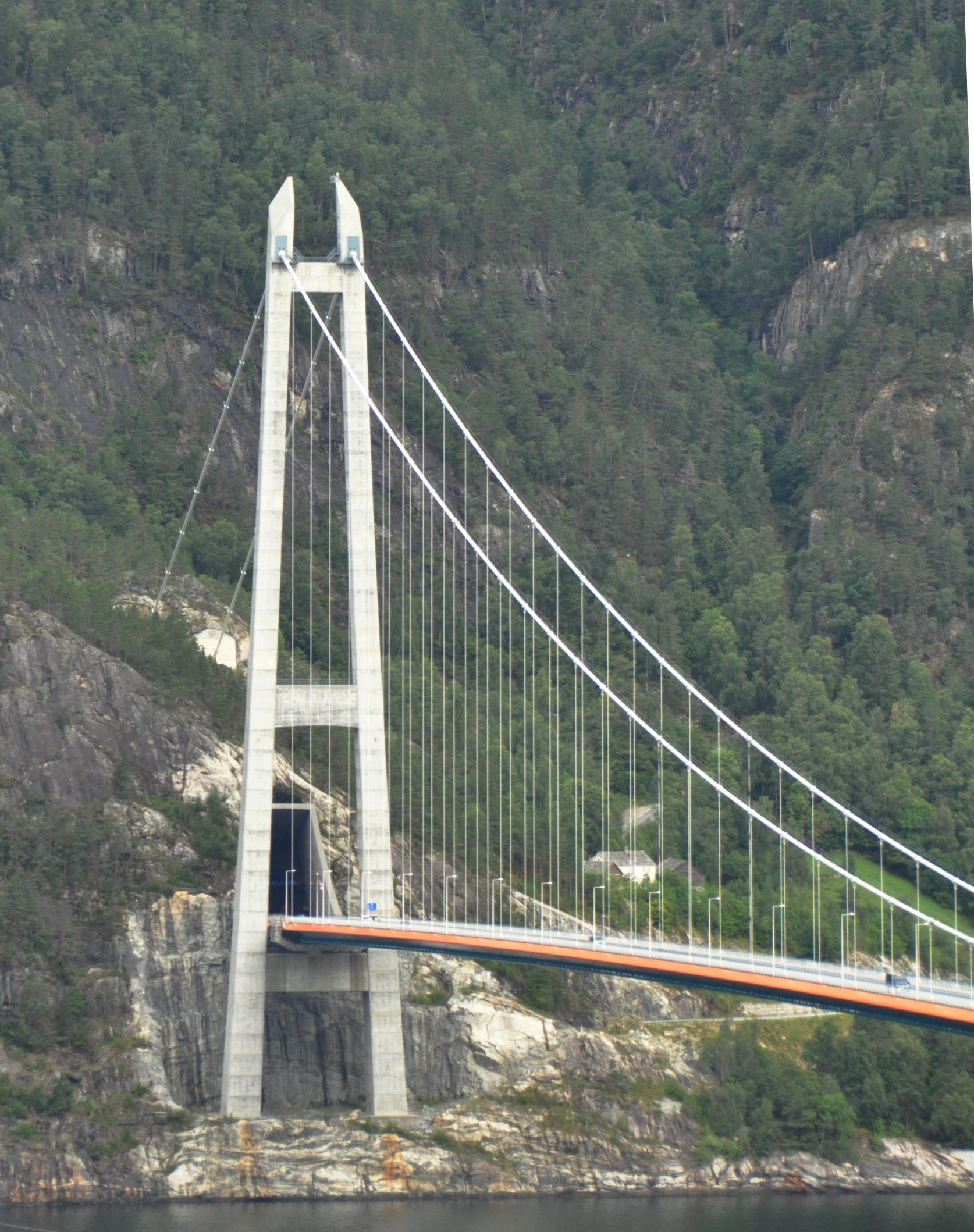
Hardangerbrücke mit Einfahrt in den Vallaviktunnel
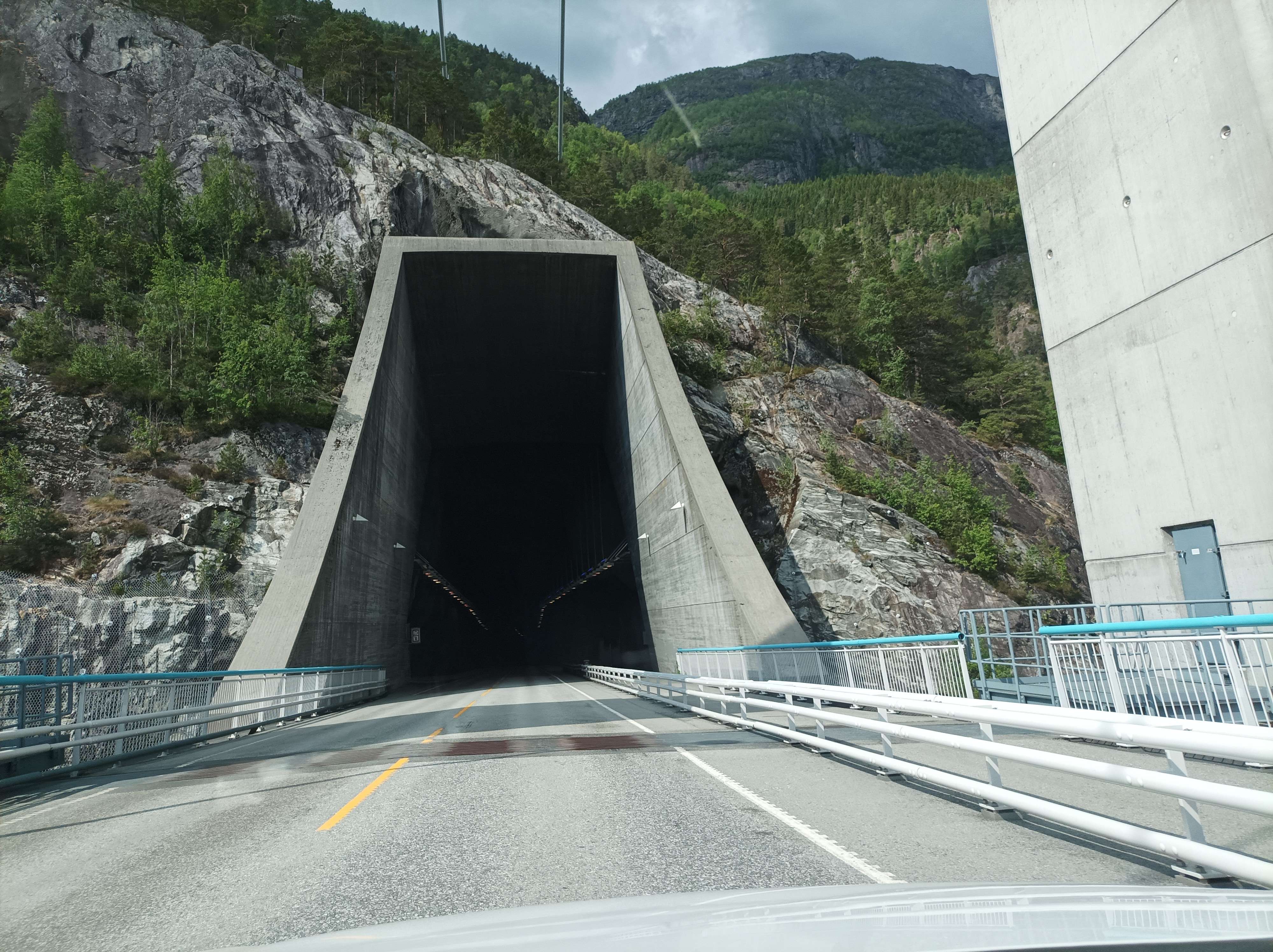
Tunnelportal auf der Hardangerbrücke
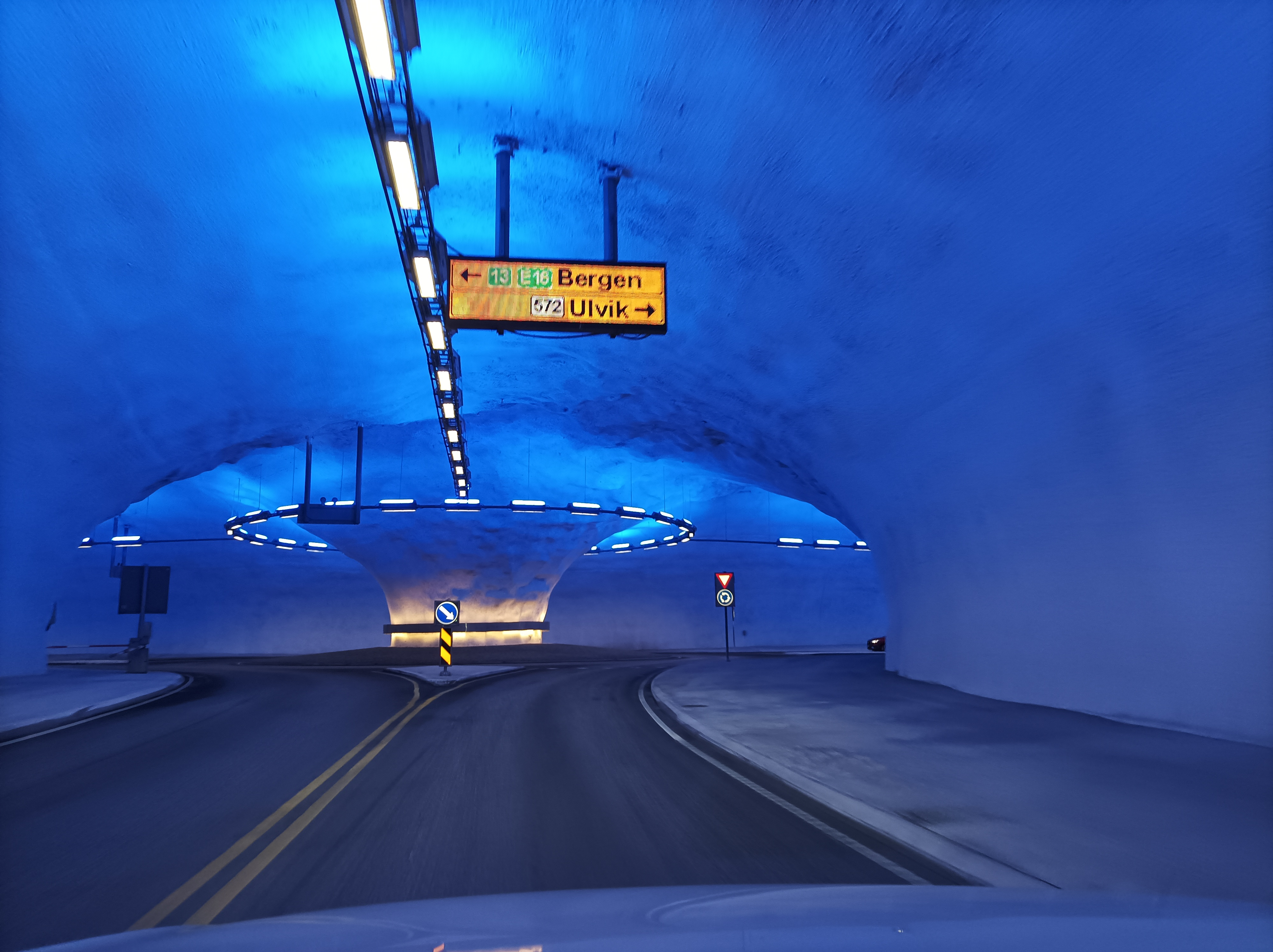
Kreisverkehr im Vallaviktunnel
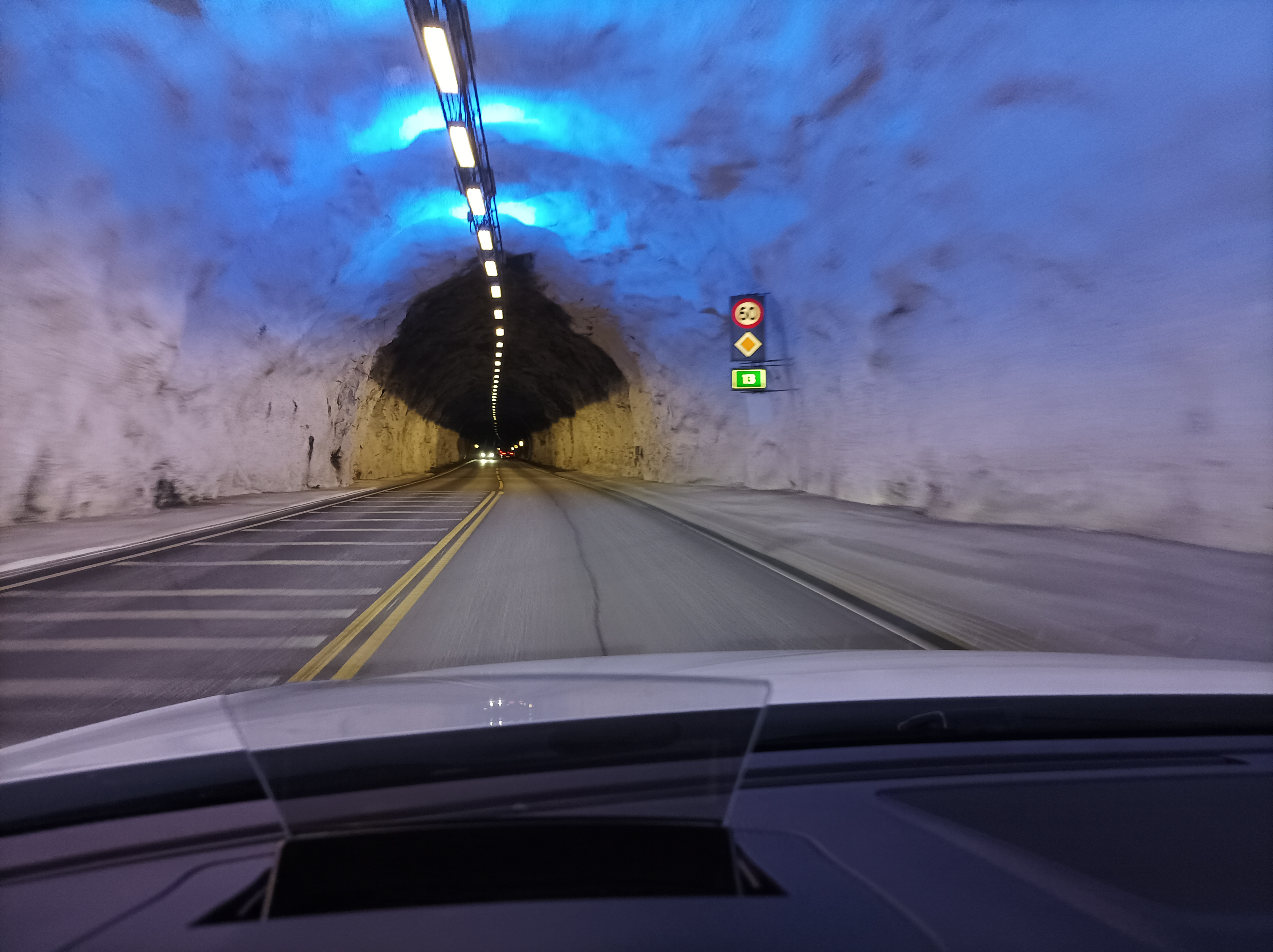
Vallaviktunnel vom Kreisverkehr in Richtung Kjerland